# Aspidistra guangxiensis
Aspidistra guangxiensis là một loài thực vật có hoa trong họ Măng tây. Loài này được S.C.Tang & Yan Liu mô tả khoa học đầu tiên năm 2003.